# Heliport Uummannaq

i7
i11
i13
Der Heliport Uummannaq (ICAO-Code: BGUM) ist ein Hubschrauberlandeplatz in Uummannaq im nordwestlichen Grönland.

## Lage und Ausstattung
Der Heliport liegt im östlichen Teil der Stadt, liegt auf einer Höhe von 50 Fuß und hat eine asphaltierte 20 × 20 m große quadratische Landefläche.

## Fluggesellschaften und Ziele
Der Heliport wird von Air Greenland bedient, die regelmäßig Flüge zu den Heliporten Niaqornat, Ukkusissat, Saattut und Ikerasak sowie zum Flughafen Qaarsut anbietet.